# Age of Wonders III
Age of Wonders III — відеогра жанру покрокової глобальної стратегії, розроблена Triumph Studios і видана в 2014 році для Windows, Linux і Mac OS X.

## Ігровий процес

Герой з армією біля свого міста

### Основи
Age of Wonders III, на відміну від попередніх ігор серії, виконана цілком у тривимірній графіці. Гравці керують розвитком своєї держави, для чого добувають ресурси, розбудовують міста, ведуть перемовини з сусідами та воюють з допомогою армій, очолюваних героями, і магії. Основна дія відбувається на карті світу, поділеній на шестикутники, в кожному з яких може міститися один об'єкт. Це можуть бути як елементи ландшафту, так і джерела ресурсів, армії чи скарби. Міста при цьому мають порівняно реалістичні масштаби, займаючи великі території. Чужі території можна захопити в ході війни та заселити своєю расою, або змусити їхніх жителів стати васалами. Також на карті трапляються нейтральні міста, що стають васалами після виконання вказаного ними завдання. Метою гри зазвичай є знищити всіх ворожих героїв і захопити їхню столицю.
У містах наймаються війська і звідти ж надходять ресурси. Шляхом зведення споруд відкриваються нові війська або збільшується надходження ресурсів. У міру розбудови, місто поширює свою територію («панування»), захоплюючи навколишні землі. Спеціальні будівельники здатні створювати вартові башти, фортеці, дороги. Башти розкривають території навколо, у фортецях можна лишати війська для охорони віддалених територій, а дороги дозволяють арміям швидше рухатися.
Головними ресурсами слугують золото й виробництво. Золото надходить від торговельних споруд і розкопок. Витрачається на будівництво і найм та утримання військ. Також будівництво і найм можна пришвидшити, заплативши певну кількість золота. Виробництво визначає як швидко буде завершено будівництво чи найм військового загону. Надходить воно від різних майстерень і цехів. Чаклування вимагає мани, що отримується зі священних місць і споруд. Вивчення заклять відбувається за знання, що надходить від дослідних споруд і місць розкопок. Міста мають населення, що воно більше, то більше ресурсів надходить від міста. Населення поступово зростає, що можна пришвидшити зведенням спеціальних споруд на кшталт ферм чи лікарень. Воно має різну прихильність до правителя, котра визначається наявністю розважальних споруд або храмів. Що прихильніше населення, то ефективніше воно працює.
Ландшафт має велике значення, кожна раса має свій рідний, один непривабливий і один згубний. Якщо місто стоїть на непривабливому чи згубному ландшафті, його економіка погано працює, населення бунтує; армія, що пересувається такими ландшафтами, втрачає бойовий дух, зазнає штрафів до характеристик, а може і дезертирувати.
Технічний прогрес у грі відсутній, наявність тих чи інших технологій залежить тільки від класу та спеціалізації героїв. Так, усі раси можуть за наявності потрібного героя замінити лучників на мушкетерів. Натомість прогрес здійснюється в чаклуванні. Магія вивчається в містах і включає як бойові закляття, так і закляття тераформування, що поширюють певний ландшафт. Кожен герой може виконати за крок на карті світу чи в бою стільки заклять, скільки дозволяє його обсяг очок чаклування. Що сильніше закляття, то більше мани та очок чаклування воно коштує. Кожного кроку ці очки поновлюються. Деякі потужні закляття на карті світу готуються кілька кроків.

### Герої
Армії очолюються героями, що бувають кількох класів: воєначальник (warlord), теократ (theocrat), скитальник (rogue), архідруїд (archdruid), чародій (sorcerer), некромант (necromancer) і дредноут (dreadnought). Воєначальник отримує потужних воїнів ближнього бою та володіє сильними атакуючими закляттями, має збільшену атаку та броню. Теократ може наймати війська зі специфічними якостями, як-от стійкістю до магії чи здатністю переманювати ворогів на свій бік; їхні закляття можуть давати суттєві бонуси чи штрафи цілим містам і арміям; завдають додаткових атак істотам, оголошеним єретиками. Скитальник отримує шпигунів та закляття для ослаблення чи обману ворогів, він може ставати невидимим на глобальній карті та має бонуси до атаки й захисту. Архідруїд зосереджений на прикликанні тварин і духів, має збільшене здоров'я та радіус огляду. Чародій здатен чаклувати потужні закляття і має найбільше очок чаклування. Некромант може повертати убитих воїнів як немертвих, ослаблювати ворогів закляттями; витривалий, але слабкий в бою; може поширювати осквернений ландшафт, на якому війська не зазнають змін бойового духу. Друдноут надає армії вогнепальну зброю та артилерію, різні механізми й закляття, спрямовані на їх підтримку, володіє посиленою бронею.
Крім класів герої мають спеціалізацію, що впливає на всю армію під їхнім командуванням. Здібності героїв здатні компенсувати вразливості раси. Наприклад, герой-теократ драконідів може наймати сильних стрільців. Героїв можна оснастити зброєю, бронею, артефактами та їздовими тваринами, що дають нові можливості та збільшують характеристики. Корисні речі можна отримати у винагороду за перемоги, за виконання спеціальних завдань, знайти як скарби, або виготовити. Для виготовлення слугують майстерні в містах. Гравцям пропонується власноруч обрати тип предмета і його властивості, що впливає на вартість і термін виготовлення. Загиблі герої за якийсь час відроджуються в столиці.
Перемагаючи в битвах, або виконуючи успішні дипломатичні дії, герої набирають досвід. Коли вони досягають наступного рівня розвитку, гравцям пропонується збільшити якусь із характеристик персонажу чи дати йому нову здібність. Крім того герої мають шкалу моральності. Виконуючи добрі вчинки (відпускання завойованих міст як васалів, чаклування світлої магії), герої отримують хорошу репутацію і їм стає легше досягати перемоги дипломатією; бойовий дух «добрих» істот в армії зростає. Виконуючи ж злі (руйнування чи грабування міст, чаклування темної магії) вони погіршують ставлення до себе, натомість в армії зростає бойовий дух «злих істот».

### Бої

Битва двох армій

Армії складаються з ополченців, стрільців, піхотинців, пікінерів, кавалеристів і воїнів підтримки. В різних рас ці типи воїнів представлені різними істотами. Крім того герої можуть вивчити закляття для прикликання чарівних істот на свій бік. Кожна армія може містити щонайбільше 6 бойових одиниць — у тому числі кількох героїв. Після боїв бійці отримують досвід, що збільшує їхні характеристики.
Коли стикаються дві армії, гра переходить у режим покрокової тактичної битви. Поле бою поділяється на шестикутники з різним ландшафтом, де кожен загін може за свій крок переміститися чи атакувати. Подолана за крок відстань впливає на боєздатність: загін, що пройшов мало, здатен атакувати ворога тричі поспіль, а той, що пройшов багато — тільки один раз. Ландшафт поля бою впливає на прохідність. Наприклад, кавалерія важко проходить крізь ліси. До битви залучаються і найближчі армії, виступаючи підкріпленнями для основних військ. Кожен загін має шкалу здоров'я, але поки її не вичерпано, загін б'ється в повну силу. В Age of Wonders III атаки з флангів завдають більшої шкоди і вороги не можуть на них відповісти в той же крок. У боях загони набирають досвід, що збільшує їхні характеристики та відкриває додаткові здібності.
При битвах за місто протиборчі армії розділяє мур. Захисники можуть ставити на ньому стрільців, отримуючи перевагу в атаці. Нападники ж отримують требушет, який може переміщуватися по полю бою та атакувати на початку кожного кроку. Маючи відповідні майстерні, раса отримує також інші облогові машини. Деякі війська здатні видиратися на мури чи проходити крізь них. Якщо в місті захисників невдоволене населення, воно може збунтуватися проти хазяїв і відкрити браму нападникам, а частина військ перейде на їхній бік.

### Раси
- Люди — збалансовані, проте позбавлені єдності. Віддають перевагу трав'янистим рівнинам, вправні мореплавці. Їхні міста генерують додаткове виробництво.
- Вищі ельфи — істоти з розвиненою культурою, що воліють жити осторонь інших рас. Їм до вподоби звичайні ліси. Ельфи посилюються в лісах, мають сильних стрільців, але вразливі до отрут. Міста ельфів генерують додаткове знання, але населення зростає повільно.
- Гноми — кремезні працьовиті карлики. Гноми слабкі в дипломатії, натомість мають сильні війська. Їхні споруди та армії коштують більше, ніж в інших рас. Улюблений ландшафт — гірський. Гноми добре орієнтуються в темряві, витривалі та стійкі до отрут.
- Гобліни — приземкуваті спритні карлики, що живуть на болотах і добре користуються підземними ходами. Гобліни не визнають дипломатії, якщо тільки це не приносить їм матеріальну вигоду. Війська гоблінів мають мало здоров'я, натомість добре орієнтуються в темряві, стійкі до отрут, та дешеві. Населення гоблінів швидко зростає.
- Орки — войовничі зеленошкірі гуманоїди, що зневажають магію. Вони сильні воїни та прагнуть постійно воювати заради задоволення. Населяють пустки, де живуть племенами, що об'єднуються тільки під примусом сусідів або владою сильного ватажка. Воїни мають переваги в ближньому бою та добре бачать у темряві, однак мають слабких стрільців.
- Драконіди — людиноподібні ящери, створені для захисту драконами, яких люди раніше винищували. Драконіди швидко лікуються, стійкі до вогню та морозу, проте мають слабких стрільців. Їхні міста генерують додаткову ману. Населяють лавові пустки.
- Напіврослики — ця раса вважалася винищеною, але деякі з них зуміли втекти у далекі краї. Напівросликам притаманна удача, вони можуть уникнути в бою атаки зброєю чи ворожих заклять. Базовий рівень прихильності в їхніх містах вищий, ніж в інших рас. Населяють трав'янисті рівнини.
- Морозники — ці істоти були винищені людьми, проте відродилися з допомогою магії як немертві. Вони дуже стійкі до морозу, проте вразливі до вогню. Разом з тим швидко пересувають по снігу. В морозників панує матріархат і жінки в армії мають додаткові бонуси. Населяють трав'янисті рівнини.
- Тиграни — людиноподібні коти, що тримаються осторонь інших рас, присвячуючи життя поклонінню сонцю. Населяють пустки. Стійкі до духовних атак, проте вразливі до морозу. Їхні війська швидкі, добре орієнтуються в темряві та отримують додаткові переваги при атаках із флангу. Міста генерують додаткове золото.

Крім того існують малі раси, чиї міста можуть стати васалами, коли виконати їхні вимоги.

## Сюжет
Після вторгнення людей на Блаженний континент Ельфійські князівства зазнали поразки та розділилися на дві фракції. Син убитого царя Ініоха, Мендор, правив Темними ельфами, що складають Секту Бурі, котра прагне знищити людей. Дочка Ініоха, Юлія, правила Лісовими ельфами, котрі складали мирну фракцію Хранителів. Уклавши династичний шлюб з Темним ельфом Сарідасом, Юлія об'єднала дві фракції у Вищих ельфів. Тим часом у Співдружній імперії люди, спершу будучи одними з учасників, просунулися у владу завдяки технологічним винаходам і торгівлі.
Кампанія Вищих ельфів. Дочка Юлії, принцеса Сандрен, приборкує бунтарів у Князівствах ельфів. Повернувшись додому, вона довідується, що її брата Танніса вбито за звинуваченням у замасі на Гамблага — високопосадовця, що узурпував владу. Гамблаг оголошує війну Сандред і приєднується до Співдружної імперії. Сандред шукає допомоги в драконідського друїда Рескара. Їм вдається вбити Гамблага та забрати тіло брата. Потім Сандрен і Рескар засновують для драконідів місто на віддалі від кордонів імперії, та збирають армію для боротьби з наступаючими силами імперії. Вони зустрічають гобліна Номліка, при допомозі якого, а також орчого чаклуна Грошака, перемагають всіх бунтарів і відбивають вторгнення імперії.
Рескар лишається правити драконідами, тоді як Сандрен і Номлік здійснюють набіг на імперію, розгромивши первосвященика Володимира, і звільнивши багатьох поневолених гоблінів. На похороні Танніса ельфійський король Сарідас обіцяє помститися Співдружній імперії, проте Юлія не поділяє його намірів. Сандрен та її союзники прямують до архіпелагу Сапфір аби знищити тамтешніх піратів — союзників імперії. Після декількох битв Сандрен зустрічається з чаклуном Мерліном, який повідомляє, що очільниця піратів Ізабелла належить до таємного товариства Народжених Тінню. Саме це товариство стоїть за вбивством Таніса з метою підбурити ельфів та імперію до війни. Сандрен постає перед вибором: перейти на бік імперії та зганьбитися в очах ельфів, або послухатися батька і продовжити вторгнення в імперію.
Якщо Сандрен переходить на бік імперії, Грошак покидає її. Вона засновує товариство Факелоносців, призначене для боротьби з Народженими Тінню. Сандрен пропонує мир Ізабеллі, але та відхиляє пропозицію. Сандред знищує армію піратки, проте не чіпає людського міста. В її записах Сандрен знаходить свідчення підготовки Народженими Тінню вторгнення якогось зла з іншого світу. Вона також звільняє гнома Бормака, котрий приєднується до Факелоносців. Після перемоги над Ізабеллою, Сандрен, Номлік і Рескар вирушають за Бормаком на схід, щоб створити базу для Факелоносців. Вони стикаються з арміями ельфів Вонтора і Ліани, які одночасно віддані Сарідасу і прагнуть помститися Сандрен. Незабаром Ліана виявляє, що Сарідас веде війну зі зрадником Верлаком, одним з Народжених Тінню. Верлак відступає, але Сандред із союзниками наздоганяють його, коли між ельфами та імперією стається битва. Мерлін дарує Сандред чарівну паличку, яка дозволяє телепортувати Сарідаса та імператора Леонуса в таємну печеру, таким чином позбавити протиборчі сили лідерів і припинити війну. Сандред разом із Факелоносцями та імперським героєм Едвардом Портсмітом успішно долають полководців обох держав і користуються жезлом. Вони демонструють обом лідерам докази змови Народжених Тінню і Сарідас з Леонусом укладають перемир'я. Факелоносці покидають імперію та повертаються в Ельфійські князівства аби продовжити боротьбу з Народженими Тінню.
Якщо Сандрен лишається на боці свого батька, вона з Грошаком вторгається в імперію. Попри осуд Юлії, Сандред просувається до столиці імперії, долаючи її полководців. Зрештою імперія зазнає поразки, а люди опиняються в рабстві у ельфів. Сандред вислідковує Народжених Тінню і безжально з ними розправляється, але згодом розуміє, що виконала їхній план і ослаблені війною Ельфійські князівства безсилі перед прийдешньою загрозою.
Кампанія імперії. Едвард Портсміт вирушає на північ придушити бунти та зустрічає племінницю імператора Леонуса — чаклунку Ларіссу. При її допомозі він розкриває, що за бунтами стоїть секта, напевне керована ельфами. Невдовзі Едвард дізнається про вбивство Танніса та міжусобиці в Князівствах ельфів. Едвард розшукує потужну реліквію Осциляторний самоцвіт, котру відправляє подалі від кордону гномам Другалу та Гормсогу. Завдяки реліквії імперія починає виробництво големів. Проте гном Свенгір викрадає самоцвіт, Едвард з Валері вирушають повернути його. Решта гномів несподівано зраджують Едварда, той долає їх, але ядро забирає Ларісса й тікає на захід.
У пошуках втікачки Едвард дружиться з орком Султором та драконідом Карішаром, і при їх допомозі врешті наздоганяє Ларіссу. На вибір гравця, він може вбити її за наказом імператора, або помилувати. Герой довідується, що зрадниками керували Народжені Тінню, котрі прагнуть повернути чаклунів, ув'язнених у давнину в Світі Тіні; а Ларісса намагалася їм завадити.
Лишивши Ларіссу живою, Едвард розбиває сили драконідів, які стали на бік Народжених Тінню, та досягає чаклуна Мерліна, котрий протистоїть їм. Потім він об'єднується з Сандрен, від якої дізнається про Народжених Тінню та їхній план підбурити Ельфійські князівства та імперію до війни. Разом вони виявляють храми, збудовані Народженими Тінню, що посилюють магічні здібності. Сандред із гномами вирушає вглиб імперії поширити там агентів Факелоносців, а Едвард подорожує на Еамінні острови, щоб збудувати там флот. Там Едварду доводиться подолати місцеві королівства та укріпити владу імперії.
Коли Сандред і Едвард виконують свої завдання, Мерлін дає їм жезл, який телепортує Сарідаса з Леонусом геть від їхніх військ. Леонус думає, що Едвард тепер скине його з трону, але той протистоїть спокусі очолити імперію.
Якщо ж Едвард убиває Ларіссу, він спрямовує сили на боротьбу з ельфами. Імператор тим часом переховується в тилу, що гніває Едварда. При допомозі орків Едвард вирушає в похід проти Леонуса аби захопити владу. Проте після низки перемог союзники зраджують його. Подолавши їх, Едвард убиває Леонуса та проголошує себе наступним імператором. Під його командуванням армія відбиває напад ельфів і при їх відступі знаходить телепорт, що веде вглиб Князівств ельфів. Атака на ельфів знищує князівства і змушує ельфійських союзників Народжених Тінню відректися від змови аби ховатися. Він мріє про нову епоху, де пануватимуть технології, проте обмаль ресурсів призводить до зубожіння й бунтів. Едвард з тривогою дізнається, що Народжені Тінню сильнішають і протистояти їм він не зможе.

## Завантажувані доповнення
- Golden Realms — видане 18 вересня 2014 року, надає расу напівросликів і кампанію за неї, а також пов'язані з ними додаткові об'єкти на картах. У містах стало можливо будувати особливі споруди, котрі надають суттєві бонуси, проте залежать від наявності рідкісних об'єктів у зоні «панування». Деякі споруди може збудувати лише єдиний гравець на карті — той, який встигне перший. Кожна з рас у доповненні має власний тип оборонних споруд у містах. Герої отримали нові артефакти та ще дві спеціалізації. Для багатокористувацької гри було додано режим «Печатки сили», в якому гравці борються за контроль над випадково розкиданими по карті магічними печатками[5].
- Eternal Lords — видане 14 квітня 2015 року, надає раси морозників і тигранів, клас некроманта, та додаткову кампанію й об'єкти на карті та артефакти. В доповненні було впроваджено «космічні події» — випадкові явища, котрі різко дають бонуси чи штрафи на території, де стаються. Стосунки з расами тут відкривають особливі перки, унікальні для кожної раси. Було додано тип перемоги «Великий об'єднувач», який досягається дипломатією і зведенням у союзних столицях спеціальних шпилів[6][7].

## Оцінки й відгуки
| Агрегатор  | Оцінка |
| ---------- | ------ |
| Metacritic | 80/100 |

| Видання        | Оцінка |
| -------------- | ------ |
| Game Informer  | 7.5/10 |
| GameSpot       | 7/10   |
| IGN            | 7.1/10 |
| Joystiq        | [ 12 ] |
| PC Gamer (США) | 83/100 |
| Polygon        | 8/10   |

Age of Wonders III зібрала на агрегаторі Metacritic середню оцінку 80 балів зі 100.
Адам Сміт з Rock, Paper, Shotgun, назвав Age of Wonders III «цілісно побудованою», високо оцінивши опції налаштування героїв та генератор карт за те, що він здатен «створювати цікаві та привабливі світи», поряд із тактичними боями, «розумно…інтегрованими» до бойової системи.
Максвелл Макгі з GameSpot зауважив, що Age of Wonders III більше зосереджена на битвах, ніж подібні ігри, тоді як міста майже не потребують втручання гравців. Крім того, похвалу отримали широкі можливості героїв, здатні приводити до оригінальних тактик. Кампанії називалися хорошим вступом до гри, проте, на думку Макгі, сповна потенціал Age of Wonders III розкривається в багатокористувацькій гри та грі проти комп'ютера.
Колін Кампелл з Polygon відзначив ступінь стратегії в геймплеї, зазначивши, що в Age of Wonders III важливо звертати увагу на деталі і за кожну помилку доводиться платити. А широкий набір здібностей героїв та військ разом з графікою та музикою створюють доволі знайомий, і разом з тим захопливий фентезійний світ.